# Cleippides bicuspis
Cleippides bicuspis är en kräftdjursart som beskrevs av Knud Hensch Stephensen 1931. Cleippides bicuspis ingår i släktet Cleippides och familjen Calliopiidae. Inga underarter finns listade i Catalogue of Life.